# Saint-Grégoire
Saint-Grégoire é uma comuna francesa na região administrativa da Bretanha, no departamento Ille-et-Vilaine. Estende-se por uma área de 17,34 km². Em 2010 a comuna tinha 10 135 habitantes (densidade: 584,5 hab./km²).